# Kamenínske slaniská
Kamenínske slaniská este o arie protejată (arie specială de conservare — SAC, sit de importanță comunitară — SCI) din Slovacia întinsă pe o suprafață de 119,44 ha, integral pe uscat.

## Localizare
Centrul sitului Kamenínske slaniská este situat la coordonatele 47°52′13″N 18°38′50″E / 47.870278°N 18.647222°E.

## Înființare
Situl Kamenínske slaniská a fost declarat sit de importanță comunitară în aprilie 2004 pentru a proteja 1 specie de plante. Situl a fost protejat și ca arie specială de conservare în martie 2004.

## Biodiversitate
Situată în ecoregiunea panonică, aria protejată conține 4 habitate naturale: Pajiști aluvionare inundabile, de Cnidion dubii, Fânețe de joasă altitudine (Alopecurus pratensis, Sanguisorba officinalis), Pășuni continentale udate de apa mării, Stepe și mlaștini sărate panonice.
La baza desemnării sitului se află o specie protejată de  plante: Cirsium brachycephalum.
Pe lângă speciile protejate, pe teritoriul sitului au mai fost identificate 10 specii de plante, 1 specie de mamifere, 1 specie de reptile.